# Írán na letních olympijských hrách
Írán na letních olympijských hrách startuje od roku 1900. Toto je přehled účastí, medailového zisku a vlajkonošů na dané sportovní události.

## Účast na Letních olympijských hrách
| Dějiště LOH            | LOH      | Vlajkonoš/Vlajkonoši                      | Zlatá medaile | Stříbrná medaile | Bronzová medaile | Celkem |
| ---------------------- | -------- | ----------------------------------------- | ------------- | ---------------- | ---------------- | ------ |
| 1900 Paříž             | LOH 1900 | nebyl                                     | –             | –                | –                | 0      |
| 1904 St. Louis         | 1904     |                                           |               |                  |                  | Ne     |
| 1908 Londýn            | 1908     |                                           |               |                  |                  | Ne     |
| 1912 Stockholm         | 1912     |                                           |               |                  |                  | Ne     |
| 1920 Antverpy          | 1920     |                                           |               |                  |                  | Ne     |
| 1924 Paříž             | 1924     |                                           |               |                  |                  | Ne     |
| 1928 Amsterdam         | 1928     |                                           |               |                  |                  | Ne     |
| 1932 Los Angeles       | 1932     |                                           |               |                  |                  | Ne     |
| 1936 Německo           | 1936     |                                           |               |                  |                  | Ne     |
| 1948 Londýn            | LOH 1948 | Mostafa Baharmast                         | –             | –                | 1                | 1      |
| 1952 Helsinky          | LOH 1952 | Mahmoud Namjoo                            | –             | 3                | 4                | 7      |
| 1956 Melbourne         | LOH 1956 | Mahmoud Namjoo                            | 2             | 2                | 1                | 5      |
| 1960 Řím               | LOH 1960 | Jafar Salmasi                             | –             | 1                | 3                | 4      |
| 1964 Tokio             | LOH 1964 | Nosratallah Shahmir                       | –             | –                | 3                | 3      |
| 1968 Ciudad de México  | LOH 1968 | Abolfazl Anvari                           | 2             | 1                | 2                | 5      |
| 1972 Mnichov           | LOH 1972 | Abdullah Movahed Ardabili                 | –             | 2                | 1                | 3      |
| 1976 Montréal          | LOH 1976 | Muslim Eskandar-Filabi                    | –             | 1                | 1                | 2      |
| 1980 Moskva            | 1980     |                                           |               |                  |                  | Ne     |
| 1984 Los Angeles       | 1984     |                                           |               |                  |                  | Ne     |
| 1988 Soul              | LOH 1988 | nebyl                                     | –             | 1                | –                | 1      |
| 1992 Barcelona         | LOH 1992 | Alírezá Solejmání                         | –             | 1                | 2                | 3      |
| 1996 Atlanta           | LOH 1996 | Lida Fariman                              | 1             | 1                | 1                | 3      |
| 2000 Sydney            | LOH 2000 | Amír'rezá Chádem                          | 3             | –                | 1                | 4      |
| 2004 Athény            | LOH 2004 | Araš Mir'esmaejlí                         | 2             | 2                | 2                | 6      |
| 2008 Peking            | LOH 2008 | Homa Hosseini                             | 1             | –                | 1                | 2      |
| 2012 Londýn            | LOH 2012 | Ali Mazaheri                              | 7             | 5                | 1                | 13     |
| 2016 Rio de Janeiro    | LOH 2016 | Zahra Nemati                              | 3             | 1                | 4                | 8      |
| 2020 Tokio             | LOH 2020 | Hanieh Rostamianová Samad Nikkhah Bahrami | 3             | 2                | 2                | 7      |
| 2024 Paříž             | LOH 2024 |                                           |               |                  |                  | x      |
| Celkem                 | 18       |                                           | 24            | 23               | 29               | 76     |
| Zdroj na Olympedia.org |          |                                           |               |                  |                  |        |